# 兔街镇
兔街镇，是中华人民共和国云南省楚雄彝族自治州南华县下辖的一个乡镇级行政单位。

## 行政区划
兔街镇下辖以下地区：
兔街村、大古木村、小古木村、嘴孜村、半坡村、法乌村、普洒村、小村、小戈瓦村、干龙潭村和长梁子村。